# Trần Tuấn
Trần Tuấn (chữ Hán: 陈俊, ? – 47), tự Tử Chiêu, người Tây Ngạc, Nam Dương , tướng lĩnh, khai quốc công thần nhà Đông Hán, một trong Vân Đài nhị thập bát tướng.

## Cuộc đời
Thiếu thời làm quận lại. Canh Thủy đế được lập (23), lấy người tông thất là Lưu Gia làm Thái thường tướng quân, Tuấn làm trưởng sử. Lưu Tú đi dẹp Hà Bắc, Gia gửi thư tiến cử Tuấn, Tú cho làm An Tập duyện.
Tuấn theo quân đánh nghĩa quân Đồng Mã ở Thanh Dương, tiến đến Bồ Dương, được bái làm Cường nỗ tướng quân. Giao chiến với nghĩa quân Ngũ Hiệu ở An Thứ, Tuấn xuống ngựa, đưa bộ binh đi đánh, gặp đâu tan đấy, đuổi nà hơn 20 dặm, chém cừ soái của địch rồi về. Tú trông thấy thì than rằng: "Chiến tướng đến thế là cùng, còn lo gì nữa!" quân Ngũ Hiệu chạy vào Ngư Dương, đến đâu cướp phá đến đấy, ông đề nghị đưa khinh kỵ vượt mặt nghĩa quân, thông báo nhân dân địa phương cùng chống giặc, cắt đứt nguồn lương thực của nghĩa quân. Tú cho là phải, sai Tuấn thi hành. Ông thúc ép dân chúng xây tường rào, gom mọi người vào đấy để cố thủ. Nghĩa quân mất hết nguồn cung ứng, nên tan rã. Khi trở về, Tú nói với Tuấn rằng: "Làm bọn giặc này khốn cùng, là kế sách của tướng quân vậy!" Tú lên ngôi, là Quang Vũ đế, phong cho ông làm liệt hầu.
Mùa xuân năm 26, Tuấn đánh nghĩa quân đất Khuông, hạ 4 huyện, tăng phong Tấn Xử hầu. Ông đưa quân đánh Đốn Khâu, thu hàng 3 thành. Mùa thu, Đại tư mã Ngô Hán thừa chế bái Tuấn làm Cường nỗ đại tướng quân, theo đường khác đánh nghĩa quân Kim Môn, Bạch Mã ở Hà Nội, đều phá được.
Năm 28, Tuấn chuyển đi dẹp Nhữ Dương và đất Hạng, rồi hạ được Nam Vũ Dương. Khi ấy, hào kiệt Thái Sơn phần lớn ủng hộ và liên kết với Trương Bộ, Ngô Hán nói với Quang Vũ rằng: "Không phải Trần Tuấn thì không thể bình định được quận này." Vì thế đế bái làm Thái Sơn thái thú, coi việc Đại tướng quân. Trương Bộ nghe tin, điều quân tấn công, giao chiến ở Doanh hạ, ông đại phá được, đuổi đến Tế Nam, thu được hơn 90 ấn thụ, đánh hạ các huyện gần đó, rồi bình định Thái Sơn.
Năm 29, Tuấn theo Kiến uy đại tướng quân Cảnh Yểm đánh dẹp Trương Bộ. Dẹp xong, còn Lang Da chưa yên, đế lấy Tuấn làm Lang Da thái thú, lãnh tướng quân như cũ. Đất Tề vốn đã nghe danh, khi ông vừa đến, giặc cướp đều giải tán. Tuấn đưa quân đánh phá Đổng Hiến ở Cống Du, rồi phá nghĩa quân Tôn Dương ở đất Cù, dẹp được.
Năm 32, Trương Bộ bỏ Lạc Dương trốn về Lang Da, Tuấn đuổi bắt, chém đi. Đế khen công lao của ông, ban chiếu cho chuyên trách chinh thảo Thanh, Từ. Tuấn vỗ về kẻ nghèo khó, biểu dương người nhân nghĩa, kiềm chế quan binh không được quấy rối quận, huyện, được trăm họ ca ngợi. Tuấn mấy lần dâng thư xin đi đánh Lũng, Thục, đế ban chiếu an ủi, sai ông tiếp tục trấn định miền đông.
Năm 37, được tăng ấp, định phong Chúc A hầu. Năm sau (38), được gọi về làm Phụng triều thỉnh. Năm 47, Tuấn mất. Con là Phù kế tự, dời phong Tân Xuân hầu.